# Вархоли
Вархоли (пол. Warchoły) — село в Польщі, у гміні Медзна Венґровського повіту Мазовецького воєводства. Населення — 67 осіб (2011).
У 1975-1998 роках село належало до Седлецького воєводства.

## Демографія
Демографічна структура станом на 31 березня 2011 року:
|          | Загалом | Допрацездатний вік | Працездатний вік | Постпрацездатний вік |
| -------- | ------- | ------------------ | ---------------- | -------------------- |
| Чоловіки | 29      | 3                  | 20               | 6                    |
| Жінки    | 38      | 6                  | 18               | 14                   |
| Разом    | 67      | 9                  | 38               | 20                   |